# 职教城东站
职教城东站位于中华人民共和国安徽省合肥市瑶海区大众路与淮海大道交叉口西侧，是合肥轨道交通3号线的地铁车站。工程站名大众路站。

## 车站楼层
| 3 |                                    | █ 3号线列车往馆驿方向 （职教城） |  |
| 3 | 岛式站台                           |                                  |  |
| 3 | █ 3号线列车往相城路方向 （相城路） |                                  |  |
| 2 | 站厅                               | 票务服务、自动售票机、人工服务台 |  |
| 1 |                                    | 出入口、商业                     |  |

## 车站结构
职教城东站位于淮海大道与大众路交叉口西侧，沿淮海大道东西向布置，为地上三层双柱三跨鱼腹岛式站，共设2个出入口。